# 肝胰脏
肝胰脏（英語：hepatopancreas，亦称为消化腺或中肠腺）是节肢动物、软体动物门及鱼类消化管的一种器官，成泡狀或管狀。与哺乳动物中分开的肝与胰相同，该器官的功能包括了产生消化酶和吸收被消化的食物。